# Toyo Kogyo Soccer Club 1973
Questa voce raccoglie le informazioni riguardanti il Toyo Kogyo Soccer Club nelle competizioni ufficiali della stagione 1973

## Stagione
Privato di alcuni elementi della vecchia guardia, durante il campionato il Toyo Kogyo rimase invischiato nelle posizioni basse della classifica prevalendo sul Nippon Kokan nella lotta per la qualificazione ai playoff interdivisionali. Al termine della stagione la squadra giunse nuovamente sino alle semifinali di Coppa dell'Imperatore, dove fu estromesso a causa di due reti segnate dall'Hitachi durante i tempi supplementari.

## Rosa
| N. |                     | Ruolo | Calciatore      |
| -- | ------------------- | ----- | --------------- |
| 1  | Giappone (bandiera) | P     | Kōji Funamoto   |
|    | Giappone (bandiera) | D     | Junji Kawano    |
|    | Giappone (bandiera) | D     | Takeshi Ōno     |
|    | Giappone (bandiera) | D     | Tsuyoshi Kotaki |
|    | Giappone (bandiera) | D     | Haruo Kotaki    |
|    | Giappone (bandiera) | C     | Toyoharu Takada |
|    | Giappone (bandiera) | C     | Hideo Ohara     |

| N. |                     | Ruolo | Calciatore         |
| -- | ------------------- | ----- | ------------------ |
|    | Giappone (bandiera) | C     | Aritatsu Ogi       |
|    | Giappone (bandiera) | C     | Teruyuki Horiguchi |
|    | Giappone (bandiera) | C     | Teruo Nimura       |
|    | Giappone (bandiera) | A     | Shinichi Yasuhara  |
|    | Giappone (bandiera) | A     | Toru Kamibashi     |
|    | Giappone (bandiera) | A     | Kunishige Tanimoto |

## Statistiche

### Statistiche di squadra
| Competizione          | Punti | Totale | Totale | Totale | Totale | Totale | Totale | DR  |
| Competizione          | Punti | G      | V      | N      | P      | Gf     | Gs     | DR  |
| --------------------- | ----- | ------ | ------ | ------ | ------ | ------ | ------ | --- |
| Japan Soccer League   | 16    | 14     | 4      | 6      | 8      | 16     | 28     | -12 |
| Coppa dell'Imperatore | -     | 3      | 2      | 0      | 1      | 5      | 5      | 0   |
| Totale                |       | 17     | 6      | 6      | 9      | 21     | 33     | -12 |